# Oceanwake
Oceanwake ist eine finnische Death-Doom und Post-Metal-Band aus Luvia, die 2009 gegründet wurde.

## Geschichte
Die Band wurde 2009 gegründet. Nach dem Debütalbum Kingdom im Jahr 2012 über Stygian Crypt Productions erfolgte der Wechsel zu ViciSolum Productions worüber 2015 und 2017 die beiden Alben Sunless und Earthen erschienen.

## Stil
Tobias Blum vom Rock Hard schrieb in seiner Rezension zu Sunless, dass die Band hier „ganz in der Tradition des postmetallisch glänzenden Doomdeath“ steht, wobei das Album im Vergleich zu Cult Of Luna rauer, weniger kühl und dabei zugänglicher wirkt. Gelegentlich höre sich die Gruppe auch an als würde sie bei Ghost stehlen und auch setze man „grauenhaft schiefe Clean-Gesang“ ein.

## Diskografie
- 2012: Luminous Waves (Single, Eigenveröffentlichung)
- 2012: Kingdom (Album, Stygian Crypt Productions)
- 2015: Sunless (Album, ViciSolum Productions)
- 2017: Earthen (Album, ViciSolum Productions)